# Today and Forever: Stories of China
Today and Forever: Stories of China é um livro de contos da escritora estadunidense Pearl S. Buck, escrito em 1941. O livro apresenta 13 contos ambientados na China, país onde Buck viveu durante muitos anos, e cuja cultura assimilou e buscou transmitir ao mundo ocidental através de seus livros.

## Características
O livro em tradução original para a língua portuguesa apresenta 13 contos:
1. A Lição
2. O Anjo
3. A Adorável Tarde de Mr. Binney
4. A Dansa[1]
5. Cena de Shangai
6. A Volta dos Corações
7. A Sua Terra
8. O Tigre
9. Flor Dourada
10. O Rosto de Buda
11. A Mãe Guerrilheira
12. Adversários do Homem
13. O Velho Demônio